# Движение „5 звезди“
Движение „5 звезди“ (на италиански: Movimento 5 Stelle) е политическа партия в Италия.
Тя е основана през 2009 година от общественика и популярен комик Бепе Грило. На парламентарните избори през 2018 година партията получава 33% от гласовете, своят най-добър резултат.